# Oscar Ludvig Lamm
Oscar Ludvig Lamm, född 8 december 1829 i Göteborg, död 18 juni 1890 i Klara församling Stockholm, var en svensk bokförläggare. Han var sonson till Aron Mose Lamm och syssling till Jacques Lamm. 
Lamm ägde 1857–1864 Gumperts bokhandel i Göteborg och drev från 1865 i Stockholm omfattande förlagsverksamhet, huvudsakligen på skönlitteraturens och barnböckernas område. Förlaget övertogs efter Lamms död av F. & G. Beijers förlag.